# 長崎元
長崎 元（ながさき はじめ、1981年5月7日 - ）は、神奈川県横浜市出身の元プロ野球選手（外野手）。

## 来歴
中学時代ではクラブチーム、横浜金沢リトルシニアで活躍。
平塚学園高では、2年夏にチームは西神奈川代表で甲子園へ進むが試合出場はなし。新チームから投手として活躍した。
1999年のドラフト8位で広島東洋カープに入団。
怪我で大成できず、2002年に退団。

## 人物
- 父親は1973年、横浜高校が春選抜初出場初優勝、渡辺元（現：渡辺元智）監督が初登場した時の4番打者・長崎誠。この大会（第45回大会）2回戦の小倉商高戦で、選抜史上唯一のサヨナラ満塁弾を記録している。決勝では達川光男、金光興二らのいた広島商業を破っている。
  - なお、名前の「元」は、父の高校時代の恩師である渡辺元から取ったものとされる[2]。

## 詳細情報

### 年度別打撃成績
- 一軍公式戦出場なし

### 背番号
- 58 （2000年 - 2002年）